# Molinella
Molinella ist eine italienische Gemeinde mit 15.709 Einwohnern (Stand 31. Dezember 2023) in der Metropolitanstadt Bologna. Das Gemeindegebiet erstreckt sich auf einer Fläche von 127,87 km² mit einer Durchschnittshöhe über dem Meeresspiegel von 8 m.
Das durch Sedimentation entstandene Gebiet ist vollkommen flach und durch zahlreiche Fließgewässer gekennzeichnet. Die angrenzenden Gemeinden sind: Argenta (Provinz Ferrara), im Süden und im Osten die Gemeinde Medicina, im Südwesten Budrio (zu Deutsch altertümlich Heuenburg), während im Nordwesten die Gemeinde Baricella liegt. 
Der Name der Stadt kommt vom italienischen Wort „mulini“ (Mühlen), diese sind in der Zwischenzeit aber größtenteils verschwunden.
Die Dörfer / Orte, die zu Molinella gehören, sind 
- San Pietro Capofiume
- San Martino in Argine
- Marmorta
- Selva Malvezzi
- Miravalle
- Alberino
- Malvezza
- Durazzo
- Guarda.

## Verkehrsmittel
Im Gebiet verkehrt die Vorortbahn von Bologna, während die wichtigsten Landstraßen die Zenzalino und S.Donato sind. Die wichtigsten Städte Bologna und Ferrara liegen 36 und 28 km weit entfernt. 
Molinella hat einen Flugplatz für die Allgemeine Luftfahrt. Dort befindet sich eine Zweigstelle des Aeroclubs Bologna, außerdem ist der Flugplatz für das Fallschirmspringen bekannt.

## Wirtschaft

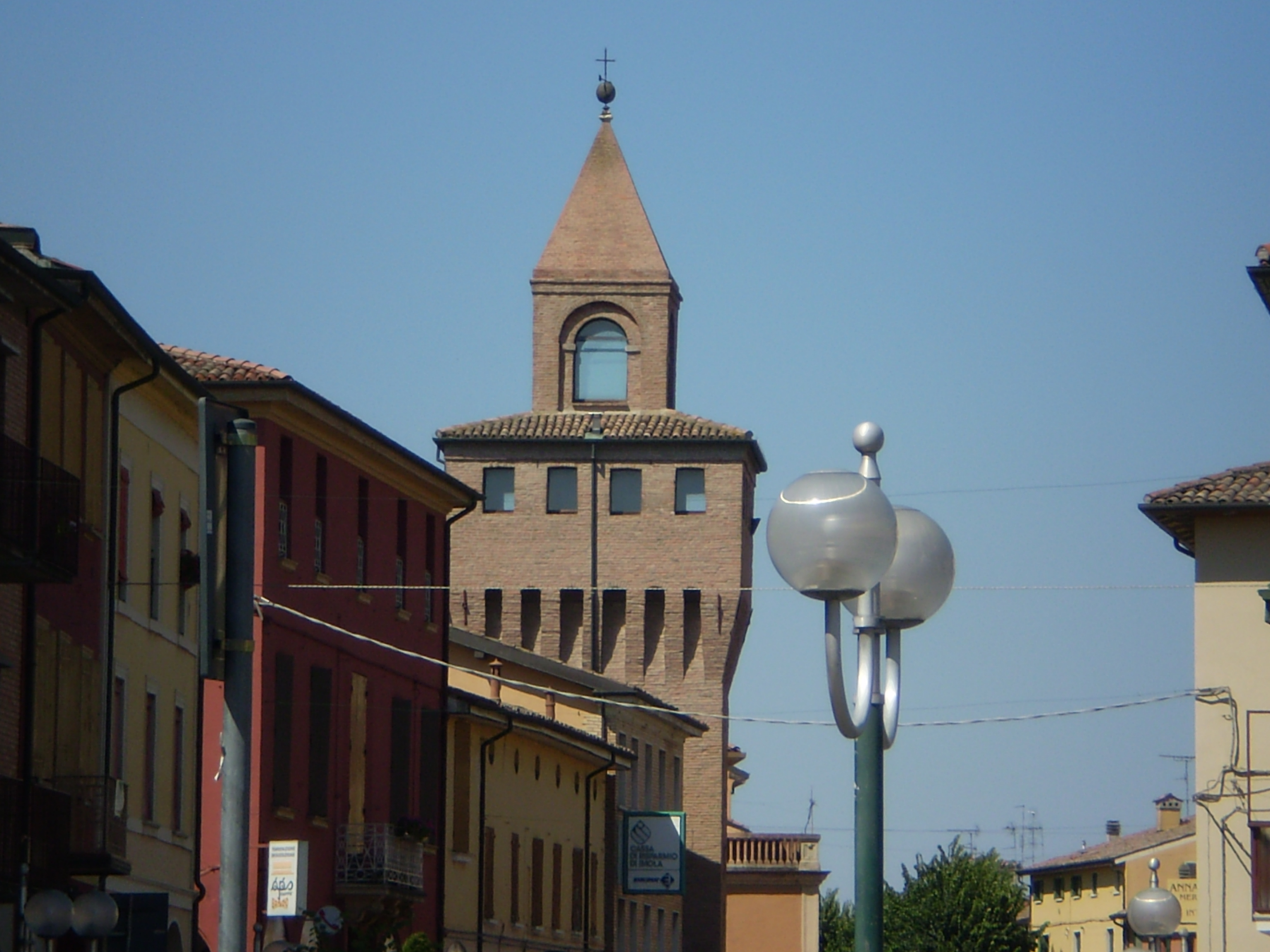
Detail des heutigen Turms von Sankt Stefan

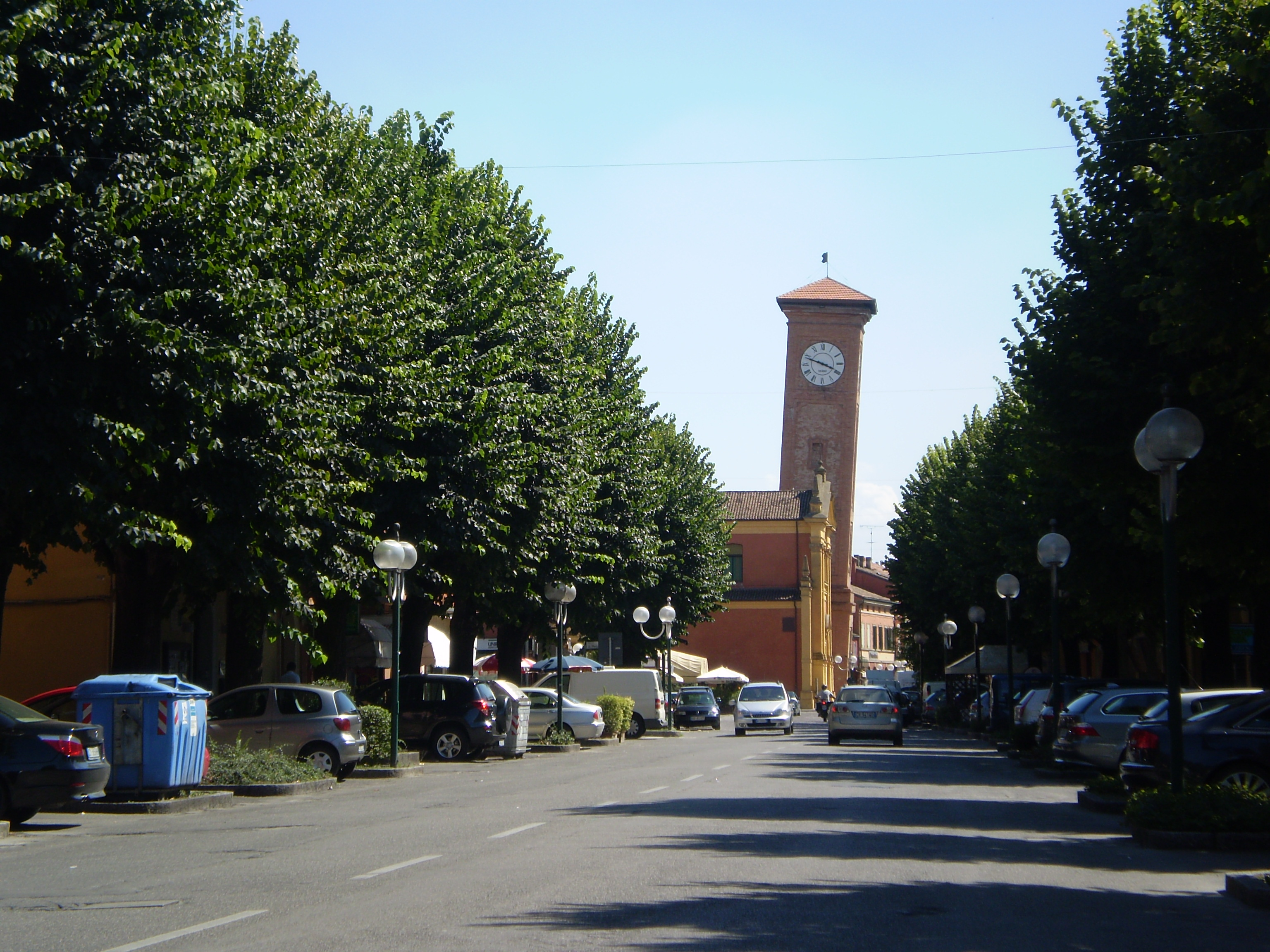
Panorama von Molinella

Die wichtigsten Industriebereiche in der Gegend sind die der Elektronik und der Mechanik. Hergestellt werden hauptsächlich Landmaschinen, außerdem ist ein wichtiger Sektor das Herstellen und Bearbeiten von landwirtschaftlichen Lebensmitteln. Das Dienstleistungsgewerbe und die Herstellung von Landmaschinen sind andere wichtige Bereiche.  

## Geschichte
Der Name Molinella, genauer gesagt der Torre di Santo Stefano della Molinella taucht zum ersten Mal in einem Dokument aus dem Jahre 1322 auf.
Auf seinem Gebiet ereignete sich am 25. Juli 1467 die Schlacht von Molinella, an der Bartolomeo Colleoni teilnahm. Die Schlacht ist bekannt, weil zum ersten Mal in der Geschichte Schusswaffen eingesetzt wurden. 
Der Ort ist auch wegen der Sozialkämpfe der Mondine (Reisbauerinnen) bekannt.
Die Bedeutung des Ortes wuchs, da Molinella an der Grenze der Provinzen von Bologna und Ferrara liegt und so ein Zoll-Passierpunkt war. Zöllner kontrollierten jeden, der den Fluss Idice oder mit der Fähre den Po di Primaro überquerte. 
In San Pietro Capofiume, ein Ortsteil von Molinella, befindet sich eines der größten Zentren für Meteorologieforschung im Oberitalien. Hier wurde 1985 die kälteste Temperatur aller Zeiten in der Po-Ebene festgestellt: -28,8 °C. 
Die Partnerstadt von Molinella ist Tidaholm in Schweden.

## Klima
Der Frühling ist frisch und regnerisch, während der Herbst extrem nebelig ist. Während des Sommers ist es schwülwarm, gelegentlich von heftigen Gewittern und Schauern unterbrochen.

## Persönlichkeiten
- Augusto Magli (1923–1998), Fußballspieler